# Muheza (huyện)
Muheza là một huyện thuộc vùng Tanga, Tanzania. Thủ phủ của huyện Muheza đóng tại Majengo. Huyện Muheza có diện tích 4818 ki lô mét vuông. Đến thời điểm điều tra dân số ngày 25 tháng 8 năm 2002, huyện Muheza có dân số 278405 người.